# Iulia Lisnic
Iulia Lisnic (n. 1 august 1966, Dubăsari, RSS Moldovenească, URSS) este o fostă atletă moldoveană, specializată în probele de marș.

## Carieră
Sportiva a participat la Campionatul Mondial din 1993 unde s-a clasat pe locul 26 la 10 km. În anul 1994 a ocupat locul 13 la Campionatul European de Atletism în sală de la Paris. La Campionatul European din 1994 a ajuns pe locul 22.
Ea deține recordurile naționale la 10 000 m marș, 20 km marș și 3000 m marș în sală.

## Realizări
| An   | Competiție                   | Locație             | Loc | Eveniment   | Note     |
| ---- | ---------------------------- | ------------------- | --- | ----------- | -------- |
| 1993 | Campionatul Mondial          | Stuttgart, Germania | 26  | 10 km marș  | 47:41    |
| 1994 | Campionatul European în sală | Paris, Franța       | 13  | 3000 m marș | 13:10,43 |
| 1994 | Campionatul European         | Helsinki, Finlanda  | 22  | 20 km marș  | 47:20    |

## Recorduri personale
| Probă               | Performanță | Dată               | Locație    |
| ------------------- | ----------- | ------------------ | ---------- |
| 10 000 marș         | 46:14 RN    | 11 iulie 1991      | Kiev       |
| 10 km marș          | 47:20       | 9 august 1994      | Helsinki   |
| 20 km marș          | 1:41:30 RN  | 16 septembrie 1991 | Novopoloțk |
| 3000 m marș în sală | 13:10,43 RN | 11 martie 1994     | Paris      |